# Irupi
Irupi è un comune del Brasile nello Stato dell'Espírito Santo, parte della mesoregione del Sul Espírito-Santense e della microregione di Alegre.